# گونتر هیرشمان
گونتر هیرشمان (به آلمانی: Günter Hirschmann) بازیکن فوتبال و هافبک اهل آلمان شرقی بود که از سال ۱۹۶۱ میلادی عضو تیم ملی فوتبال آلمان شرقی بوده‌است. وی در ۱ بازی ملی حضور داشته و در بازی‌های ملی‌اش گلی به ثمر نرساند. گونتر هیرشمان آخرین بازی ملی خود را در سال ۱۹۶۱ میلادی انجام داد.